# Fletcher (lettertype)
Fletcher is de naam van een herziend negentiende-eeuws gotisch lettertype ontworpen bij de Parijse lettergieterij van Théophile Beaudoire (1833-1903).
Het lettertype verschijnt op de kaft van vele boeken uit de periode rond 1870.
Dan X. Solo ontwierp een revival  naar een afgietsel van Beaudoire & Cie en veranderde enkele karakters omwille van betere leesbaarheid.
De letters zijn geometrisch gevormd, en hoewel ze lijken getekend met een pen, zijn er geen gekrulde halen, ietwat dezelfde karakteristieken van het lettertype Bastard van Jonathan Barnbrook uit 1990.